# Онуфриев, Иван Александрович
Иван Александрович Онуфриев — советский государственный и  хозяйственный деятель.

## Биография
Родился в 1902 году. Член КПСС.
С 1922 года — на хозяйственной работе. 
В 1922—1989 гг. : 
- техник-строитель, производитель работ на стройках первых пятилеток,
- на руководящих должностях в строительстве предвоенного СССР,
- главный инженер Главспецстроя Наркомата строительства СССР,
- заместитель председателя Госстроя СССР,
- заместитель министра строительства предприятий угольной промышленности СССР,
- директор института ЦНИИОМТП,
- главный редактор журнала «Промышленное строительство»,
- председатель ЦП НТО Стройиндустрия,
- член Совета ветеранов партии и труда при Московском горкоме КПСС.

Умер в Москве в 1989 году.